# Eagle Airways (Neuseeland)
Eagle Airways war eine neuseeländische Regionalfluggesellschaft mit Sitz und Heimatbasis in Hamilton. Sie unterhielt zehn Crew-Basen, von Kerikeri an der Bay of Islands (Nordinsel) bis nach Blenheim im Marlborough Country (Südinsel). Sie befand sich zu 100 % im Besitz von Air New Zealand und stellte ihren Betrieb planmäßig im August 2016 ein.

## Geschichte
Eagle Airways wurde 1969 als Familienbetrieb von Malcolm Campbell gegründet. Der Ursprung des Unternehmens war eine Flugschule. Der Flugbetrieb begann im gleichen Jahr mit einem Flugzeug mit Charterflügen vom Hamilton Airport. Der Beginn war so erfolgreich, dass sich die Flotte innerhalb von 18 Monaten auf 6 Maschinen vergrößerte.
Am 12. September 1973 erhielt Eagle Airways die Linienfluglizenz für die Routen von Hamilton nach Palmerston North, Wanganui und New Plymouth. Im Jahr 1976 erhielt Eagle Airways ihre erste neunsitzige Piper Chieftain. Der Einsatz der Flotte bestand zu 50 % aus Schulflugzeugen und 50 % aus Passagierflugzeugen. Im Jahr 1979 erhielt Eagle Airways die Lizenz für Regionalflüge mit 19-sitzigen Maschinen. Zum Einsatz kamen Embraer EMB 110 Bandeirante und später Fairchild Metroliner.
Im Jahr 1983 wurde Air Central, eine mit drei Mitsubishi MU-2 fliegende Regionalfluggesellschaft, die hauptsächlich Ziele auf der Nordinsel anflog, übernommen. Im gleichen Jahr wurde Eagle Airways an New Zealand Insurance verkauft. Die Flugschule wurde verkauft und man konzentrierte sich auf den Linien-, Charter- und Frachtflugbetrieb. Im Jahr 1987 übernahm die Mutual Group die Gesellschaft von NZI. Im Jahr 1989 wollte Air New Zealand seine Inlandsnetzwerk neu ordnen und nicht rentabel zu führende Inlandsstrecken an kleinere Fluggesellschaften übertragen. Eagle Airways verbündete sich mit Air Nelson und gründete die Basis des heutigen regionalen Netzwerkes. Ebenfalls 1989 übernahm Air New Zealand 50 % der Anteile an Eagle Airways und wurde 1992 alleiniger Besitzer der Gesellschaft.
Ab 2001 wurde die Flotte erneuert und auf Raython Beechcraft 1900D umgestellt.
Am 11. November 2014 gab der Mutterkonzern Air New Zealand die Schließung von Eagle Airways bekannt. Der Betrieb der Linien mit den 19-sitzigen Maschinen führe zu einem durchschnittlichen Verlust von 1 Million Dollar pro Monat. Einige wirtschaftlichere Routen werden von den anderen Air New Zealand Tochtergesellschaften Air Nelson und Mount Cook Airline mit deren größerem Fluggerät ATR 72 oder De Havilland DHC-8-300 übernommen. Dazu werden weitere Exemplare dieser Muster beschafft. Die Flughäfen Kaitaia, Westport und Whakatane werden nicht mehr bedient. Der letzte Flug fand am 26. August 2016 statt.

## Ehemalige Flugziele
- Von Auckland: Gisborne, Hamilton, Kaitaia, Kerikeri, Masterton, Rotorua, Tauranga, Taupo, Wanganui, Whangarei, Whakatane und Blenheim.
- Von Christchurch: Hokitika, Nelson, Oamaru, Wanaka und Blenheim.
- Von Hamilton: Palmerston North und Nelson.
- Von Palmerston North: Nelson
- Von Wellington: Gisborne, Hamilton, Palmerston North, Taupo, Timaru, Westport, Whangarei, Whakatane und Blenheim.

## Flotte
Mit Stand August 2015 bestand die Flotte der Eagle Airways aus 15 Raython Beechcraft 1900D.
Nach der Einstellung des Betriebs wurde die Flotte innerhalb der Air News Zealand nicht mehr weiterbetrieben und aufgelöst.